# Dilophus elephas
Dilophus elephas är en tvåvingeart som beskrevs av Edwards 1935. Dilophus elephas ingår i släktet Dilophus och familjen hårmyggor.
Artens utbredningsområde är Peru. Inga underarter finns listade i Catalogue of Life.